# Dallos
Dallos (ダロス Darosu?) es una animación original para video (OVA) de 1983 perteneciente al género Ciencia Ficción. Fue creada por Hisayuki Toriumi, coescrita y codirigida con Mamoru Oshii, aunque la participación de Toriumi en la dirección no fue acreditada. Dallos tiene el mérito de ser el primer OVA de la historia en ser producido y también por ser la primera producción animada en ser lanzada directamente en video.
La trama del OVA trata acerca de una rebelión en una colonia lunar y de un misterioso artefacto llamado Dallos. El argumento tiene influencias de la película La Batalla de Argel (1966) y de la novela La Luna es una cruel amante (1966).
En España fue distribuido y licenciado en formato VHS por Chiqui Video durante los años 80, mientras que en Estados Unidos la distribuyó en 1991 por Discotek Media.

## Argumento
En un futuro cercano, la humanidad ha acabado con los recursos naturales del planeta tierra. Para sostener la población de la tierra, se establecieron colonias mineras en la luna para proveer a los humanos de los recursos naturales faltantes.
El gobierno federal de la tierra lleva generaciones gobernando a los colonos con puño de hierro. Los colonos, cansados de la tirania, cometen actos de terrorismo y forman una rebelión creando un conflicto con el gobierno. Una estructura misteriosa en la luna, conocida como Dallos es adorada por los colonos, y esta les infunde esperanzas. Un joven colono llamado Shun Nomonura participa en el conflicto al unirse con los rebeldes, y sus acciones afectan de manera dramática a sus cercanos a él.

## Actores de Voz
- Hideki Sasaki - Shun Nonomura
- Shūichi Ikeda - Alex Riger/Leiger
- Rumiko Ukai - Rachel
- Yoshiko Sakakibara - Melinda Hearst
- Tesshō Genda - Dog McCoy
- Hideyuki Tanaka Max
- Mizuho Suzuki - Taizō Nonomura
- Miki Fujimura - Elna/Erna
- Kōji Nakata - Katerina; Narrador